# إبراهيم (فلم)
إبراهيم (بالإنجليزية: Abraham) وهو فيلم أمريكي تم إنتاجه في سنة 1994 وهو من إخراج جوزيف سارجنت وبطولة ريتشارد هاريس وبرباره هيرشي وماكسيميليان شيل وفيتوريو غاسمان وقد تم تصوير الفلم في ورزازات في المغرب، الفيلم يحكي قصة النبي إبراهيم التوراتية حسب سفر التكوين، ويبدأ عندما يغادر إبراهيم مدينة حران.

## الممثلون
- ريتشارد هاريس بدور النبي إبراهيم.
- باربرا هيرشي بدور سارة زوجة إبراهيم.
- ماكسيميليان شيل بدور الفرعون.
- فيتوريو غاسمان بدور تارح والد إبراهيم.
- كارولينا روسي بدور هاجر.
- أندريا برودان بدور لوط.
- غوتفريد جون بدور أليعازر الكاهن.
- كيفن مكنالي بدور ناحور.
- سيمونا فيرارو تشارتوف بدور زوجة لوط.
- توم رادكليف بدور سروج.
- جود ألديرسون بدور ميخا.
- إيفيلينا ميغانغي بدور ريوماح.
- داني ميرتسوي بدور إسماعيل في عمر ال9 سنوات.
- جيوسيبي بيلوسو بدور إسماعيل في عمر ال16 سنة.
- تيمور يوسف بدور إسحاق في عمر 5 سنوات.
- تايلور تشيبيو بدور إسحق في عمر 11 سنة.

## الطاقم
- كتابة وسيناريو: روبرت مككي.
- إخراج فوتوغرافي: رافاييلي ميرتيس.
- استشارة موسيقية: إنيو موريكوني.
- موسيقى: ماركو فريسينا.
- مكياج: ماريو ميكيسانتي ولويجي روكيتي.
- اختيار: دايفيس وزايمرمان.
- تصميم إنتاج: إنريكو ساباتيني.
- تعديل سينمائي: مايكل براون.
- إدارة إنتاج: لاورا فاتوري.
- مونتاج: لورينزو مينولي.
- إدارة تنفيذية: جيرالد رافشون.
- إخراج: جوزيف سارجنت.

## روابط خارجية
- مقالات تستعمل روابط فنية بلا صلة مع ويكي بيانات